# Saly Portudal

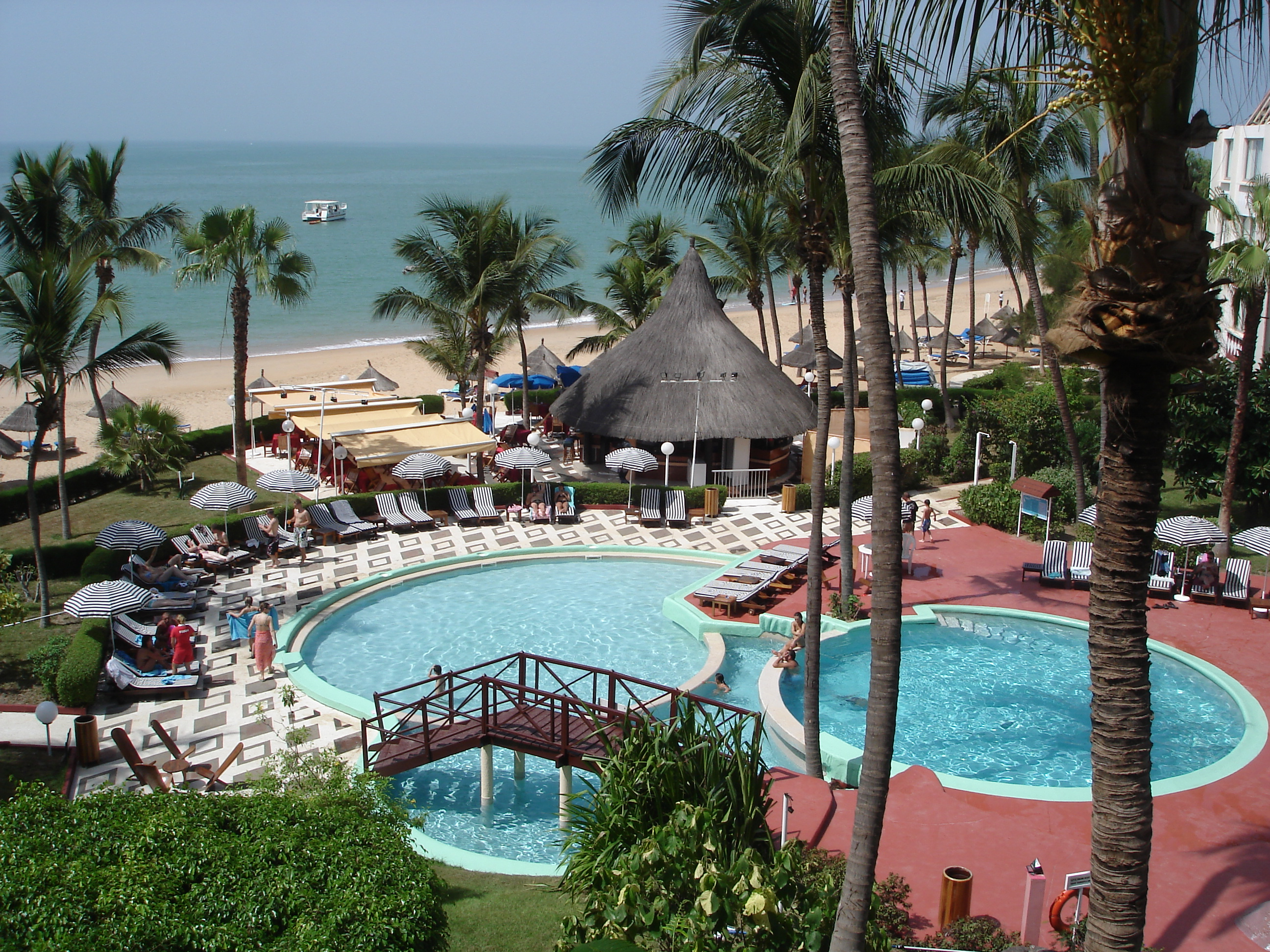
Hotel Palm Beach

Saly Portudal ist ein Seebad im Départements Mbour in der Region Thiès, gelegen im Westen des Senegal an der Atlantikküste Petite-Côte.

## Geographische Lage
Saly Portudal liegt im mittleren Abschnitt der bevölkerungsreichen Petite-Côte. Die Stadt grenzt, 55 Kilometer von Dakar entfernt, an die Départementspräfektur Mbour, mit der sie durch bauliche Ausdehnung nach Südosten zusammengewachsen ist.
Die Grenzen des Stadtgebietes wurden bei der Stadtgründung nur pauschal festgelegt und eine Klärung des genauen Grenzverlaufs steht noch immer aus. Nur die Ostgrenze entlang der N 1 ist eindeutig definiert. Es ist schwierig, die anderen Grenzen der Stadt Saly Portudal mit Mbour, Gandigal und Ngaparou zu bestimmen.

## Geschichte
Das Dorf Saly erlangte erstmals Bedeutung, als Portugal im 15. Jahrhundert begann, entlang der Küste Faktoreien für den Handel mit Westafrika zu errichten. Dazu gehörten das wegen seines guten Wassers von ihnen so genannte Rio fresco (Rufisque) im Reich Cayor, Joal im Reich von Sine und dazwischen eben Sali im Reich Baol, das sie Sali de Portugal oder Forte de Portugal nannten, da es sich um einen befestigten Stützpunkt handelte. Daraus hat sich dann die derzeitige Namensversion entwickelt. Als die französische Kolonialmacht Portugal von diesem Teil der Küste verdrängte, gestattete der Teigne von Baol 1859 den Bau eines französischen Forts mit militärischer Besatzung in Saly Portudal.
Seit 1984 wird Saly als Seebad touristisch erschlossen und verzeichnete dadurch einen enormen wirtschaftlichen Aufschwung.
Der inzwischen stark gewachsene Ort Saly Portudal wurde 2008 aus der Communauté rurale Malicounda herausgelöst und erhielt den rechtlichen Status einer Commune (Stadt).
Der größte Teil des Stadtgebietes untersteht der Zuständigkeit der Société d'Aménagement et de Promotion des Côtes et zones touristique du Sénégal (SAPCO). Diese Gesellschaft gebietet über das Eigentum an Grundstücken, die eine Gesamtfläche von 620 Hektar umfassen und über die sie völlig unabhängig vom Conseil municipal verfügen kann. In Saly Portudal besteht also die besondere Lage, dass die SAPCO eine Art Stadt in der Stadt bildet.
Im Übrigen begegnet die Stadtentwicklung großen Schwierigkeiten, die aus unklaren Eigentumsverhältnissen an Grundstücken herrührt. Diese begannen 1999, als die Communauté rurale Malicounda die Kontrolle über eine geordnete Führung der Grundbuchakten verlor. Seitdem und auch nach Gründung der Stadt Saly Portudal wurden Entscheidungen über das Eigentum an Grundstücken getroffen, ohne die Eigentumstitel zu kennen, die sich aus alten Rechten ergeben, was natürlich Potential für viele Streitigkeiten bietet.

## Bevölkerung
Die letzten Volkszählungen ergaben jeweils folgende Einwohnerzahlen:
| Jahr | Einwohner |
| ---- | --------- |
| 1988 | 1.215     |
| 2002 | 7.130     |
| 2013 | 26.945    |

## Verkehr
Die Nationalstraße N 1 berührt den östlichen Stadtrand von Saly Portudal. Sie verbindet die Stadt nach Nordwesten mit den Großstädten der Metropolregion Dakar und nach Osten mit Mbour, Fatick, Kaolack, Birkelane, Kaffrine, Malem Hodar, Koumpentoum und Tambacounda und mit der malischen Grenze bei Kidira.
Über den 26 km entfernt gelegenen Flughafen Dakar-Blaise Diagne ist Saly Portudal an das internationale Luftverkehrsnetz angeschlossen.

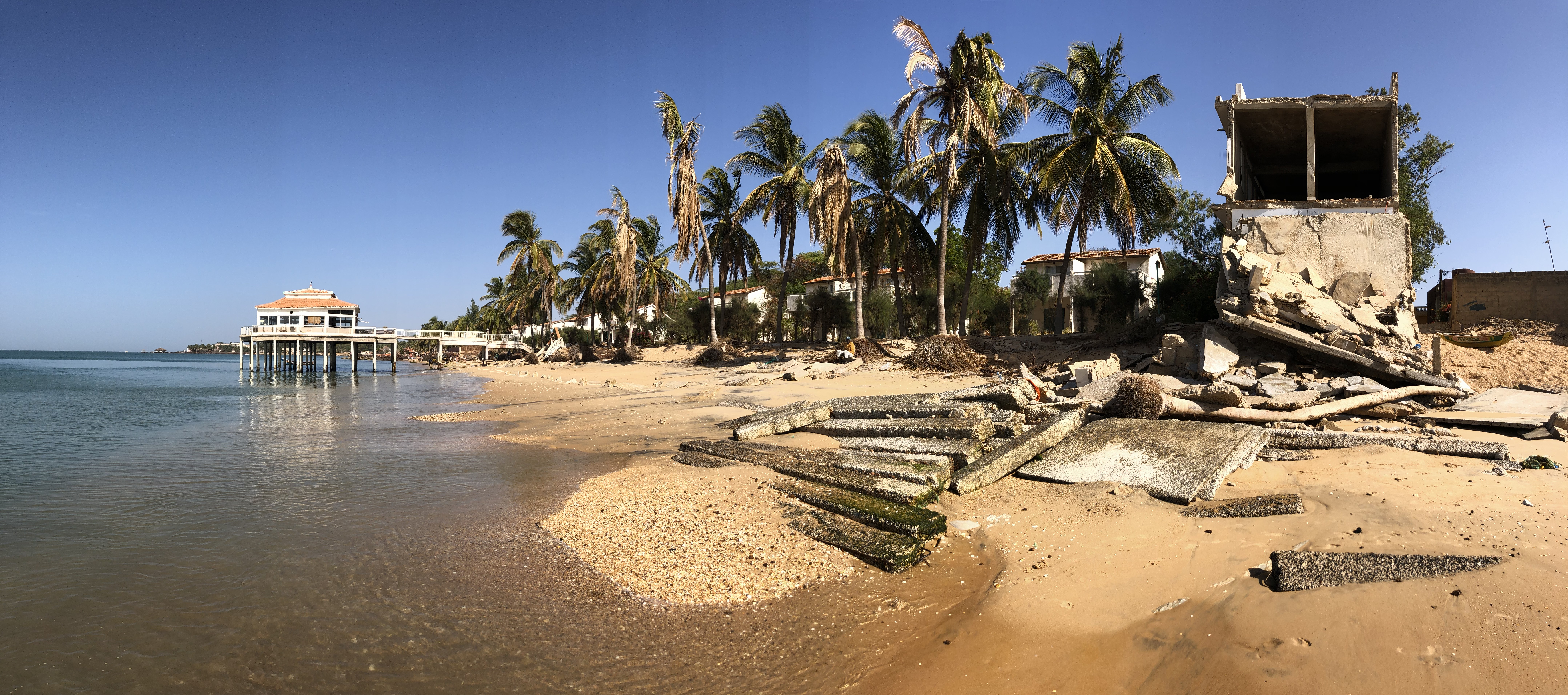
Strandpanorama von Saly Portudal

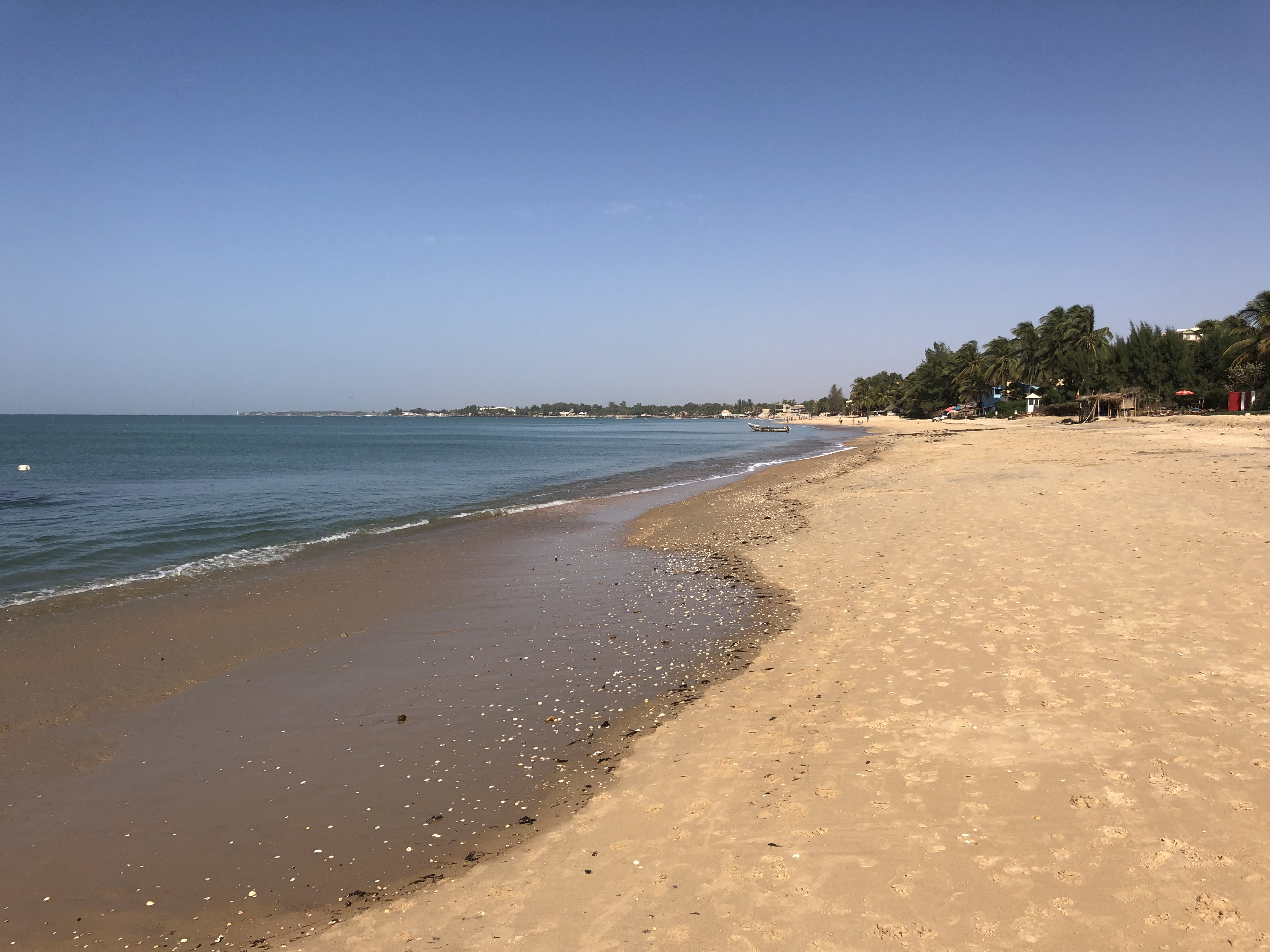
Strand von Saly Portudal

## Wirtschaft
Saly Portudal ist ein Seebad. Seine geographische Lage an einer Badeküste und sein ozeanisches Klima haben große Hotelkonzerne angelockt. 2013 wurden 14 Hotelbetriebe gezählt. Daneben gibt es Diskotheken, Spielcasinos, Restaurants, Kunsthandwerksläden und Immobilienagenturen. So bringt der Tourismussektor nicht nur viele Devisen ins Land und in die Stadt, sondern schafft auch Arbeitsplätze. Das macht die Stadt attraktiv für Menschen, die hier Arbeit suchen, aber auch für solche, denen es um einen Wohnort mit einem gewissen Lebensstandard geht. Das Hotel- und Gastgewerbe schuf die Grundlage für eine gute Entwicklung des Dienstleistungssektors. Immer mehr Banken, Versicherungen, Einkaufszentren, Apotheken etc. bieten ihre Dienste an. Die Künstlerszene entwickelt sich exponentiell. Neben dem großen Handwerkerdorf, in dem das für den Tourismus typische Kunsthandwerk betrieben wird, haben sich entlang der Hauptstraße von Saly und im Inneren der Stadtviertel Handwerksbetriebe entwickelt.

## Kultur
Während des dritten Festival mondial des arts nègres (Fesman) eröffnete Staatspräsident Abdoulaye Wade am 28. Dezember 2010 das Musée Khelcom de Saly als Museum für zeitgenössische afrikanische Kunst. An der Route de Saly, am Übergang von den Wohn- zu den Hotelvierteln, wo die Straße von einem Willkommensbogen der SAPCO überspannt ist, steht auf einem 8200 m² großen eingefriedeten Grundstück ein ockerfarbener Museumsbau von atypischer Architektur. Monumentale und überdimensionale Skulpturen sind im parkähnlichen Freigelände zu einer Gasse aufgestellt und erregen schon von der Straße aus Aufmerksamkeit. Gezeigt werden aus dem Schaffen verschiedener zeitgenössischer Künstler Plastiken, Skulpturen, Design und auch Werke der Malerei und Fotografie, alles von hoher Qualität.

## Sport
Der Fußballverein Diambars FC kommt aus der Stadt.